# Hanna Malewska

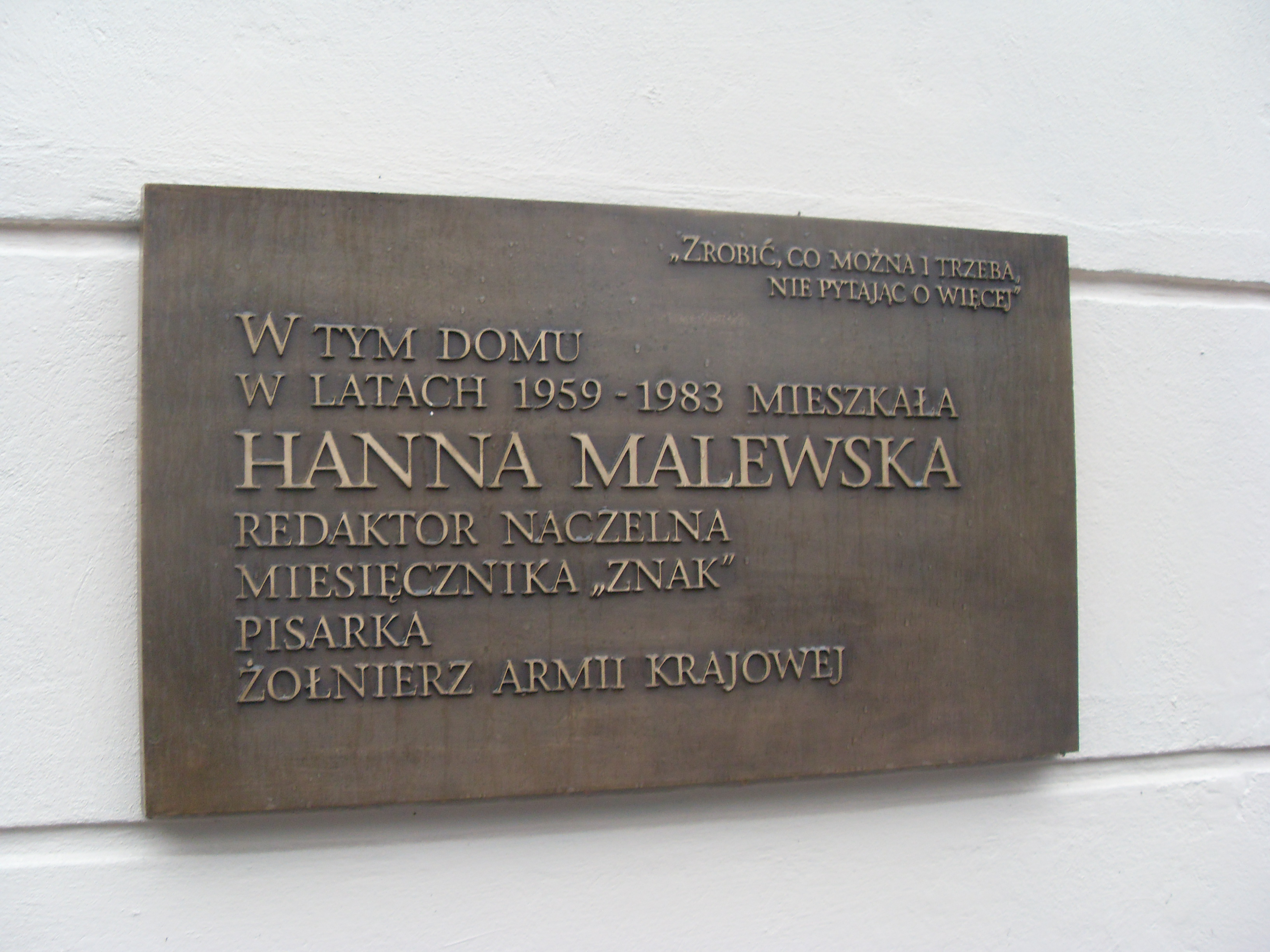
Tablica na kamienicy, w której mieszkała Hanna Malewska (Kraków, pl. T. Axentowicza)

Hanna Malewska (ur. 21 czerwca 1911 w Jordanowicach (obecnie część Grodziska Mazowieckiego), zm. 27 marca 1983 w Krakowie) – polska pisarka, autorka powieści historycznych; w latach 1960–1973 redaktorka naczelna miesięcznika „Znak”.

## Życiorys

### 1911–1939
Córka Bronisława Malewskiego i Jadwigi z d. Ciświckiej, córka chrzestna bp. Mariana Ryxa. W latach 1921–1929 uczyła się w Państwowym Gimnazjum Żeńskim im. Unii Lubelskiej w Lublinie. W październiku 1929 rozpoczęła studia polonistyczne i historyczne na Katolickim Uniwersytecie Lubelskim. Ze studiów polonistycznych zrezygnowała po roku nauki, natomiast studia historyczne ukończyła w 1933 pisząc u Aleksandra Kossowskiego pracę magisterską Pamiętniki Kardynała de Retz jako źródło historyczne. W czasie studiów podjęła pierwsze próby pisarskie, otrzymując w 1931 nagrodę w konkursie pisma „Żołnierz Polski” za nowelę Cabrera oraz wyróżnienie w konkursie Ministerstwa Wyznań Religijnych i Oświecenia Publicznego za powieść Wiosna grecka, poświęconą zamiłowaniom sportowym i filozoficznym Platona. Po ukończeniu studiów pracowała jako nauczycielka historii kolejno w szkole miejskiej w Niepołomicach i gimnazjum i liceum Krystyny Malczewskiej w Warszawie, gdzie zamieszkała w 1935. W 1936 otrzymała II nagrodę w konkursie wydawnictwa Książnica-Atlas organizowanym przez Polską Akademię Literatury za powieść Żelazna korona, której bohaterem był cesarz Karol V Habsburg. W sierpniu 1939 ukończyła kolejną powieść Kamienie wołać będą, której akcja osnuta jest wokół budowy katedry w Beauvais w XIII w. Jej druk uniemożliwił wybuch II wojny światowej.

### 1939–1945
W czasie II wojny światowej była członkiem Związku Walki Zbrojnej, a następnie Armii Krajowej. Służyła w Wydziale Łączności Konspiracyjnej Komendy Głównej AK, kierując w nim Biurem Szyfrów Zagranicznych. W latach 1943–1944 napisała powieść Żniwo na sierpie poświęconą C.K. Norwidowi. Brała udział w powstaniu warszawskim na Woli, a następnie na Starym Mieście. Opuściła miasto 3 października 1944 z ludnością cywilną. Służbę w AK zakończyła w stopniu kapitana.

### 1945–1957
Po zakończeniu wojny zamieszkała w Krakowie. W 1946 wydała Kamienie wołać będą (za którą w 1948 otrzymała nagrodę im. Włodzimierza Pietrzaka), a w 1947 Żniwo na sierpie. W latach 1945–1947 uczyła historii w Państwowym Liceum Handlowym w Krakowie. Od 1945 publikowała w „Tygodniku Powszechnym” oraz „Tygodniku Warszawskim”. Od nr. 3 (z września–grudnia 1946) redagowała razem ze Stanisławem Stommą miesięcznik „Znak”. Po zawieszeniu miesięcznika w 1953 pracowała jako archiwistka w Bibliotece Kórnickiej (1955–1957). W 1954 opublikowała powieść Przemija postać świata, której akcja toczy się w VI w. po Chrystusie w chylącym się ku upadkowi Cesarstwie Rzymskim. W 1956 wydała zbiór opowiadań historycznych Sir Tomasz More odmawia.

### 1957–1973
Po wznowieniu miesięcznika „Znak” w 1957 powróciła do jego redakcji, a w 1960 została redaktorką naczelną pisma, zastępując Jacka Woźniakowskiego. Dla „Znaku” odkryła takich autorów jak Józef Tischner czy Henryk Elzenberg. Równocześnie publikowała również w „Tygodniku Powszechnym”, będąc także przejściowo członkiem jego redakcji. W 1959 opublikowała Opowieść o siedmiu mędrcach, poświęconą przedklasycznej Grecji, a w 1965 luźno opartą na dziejach własnej rodziny książkę Apokryf rodzinny. W 1967 była delegatem na III Światowy Kongres Apostolstwa Świeckich w Rzymie. W 1970 wydała swoją ostatnią książkę, w której połączyła dwie prace Labirynt i LLW, czyli co się może wydarzyć jutro. Utwory te były napisane w dwóch odmiennych stylach. Pierwszy, zbliżony do prozy poetyckiej, opisywał początki cywilizacji, akcja drugiego, mającego charakter dystopijnej powieści sensacyjnej, umieszczona była w przyszłości. W 1972 otrzymała nagrodę Fundacji Reinholda Schneidera z Hamburga. W 1973 przeszła na emeryturę i zrezygnowała z funkcji redaktora naczelnego „Znaku”.

### 1973–1983

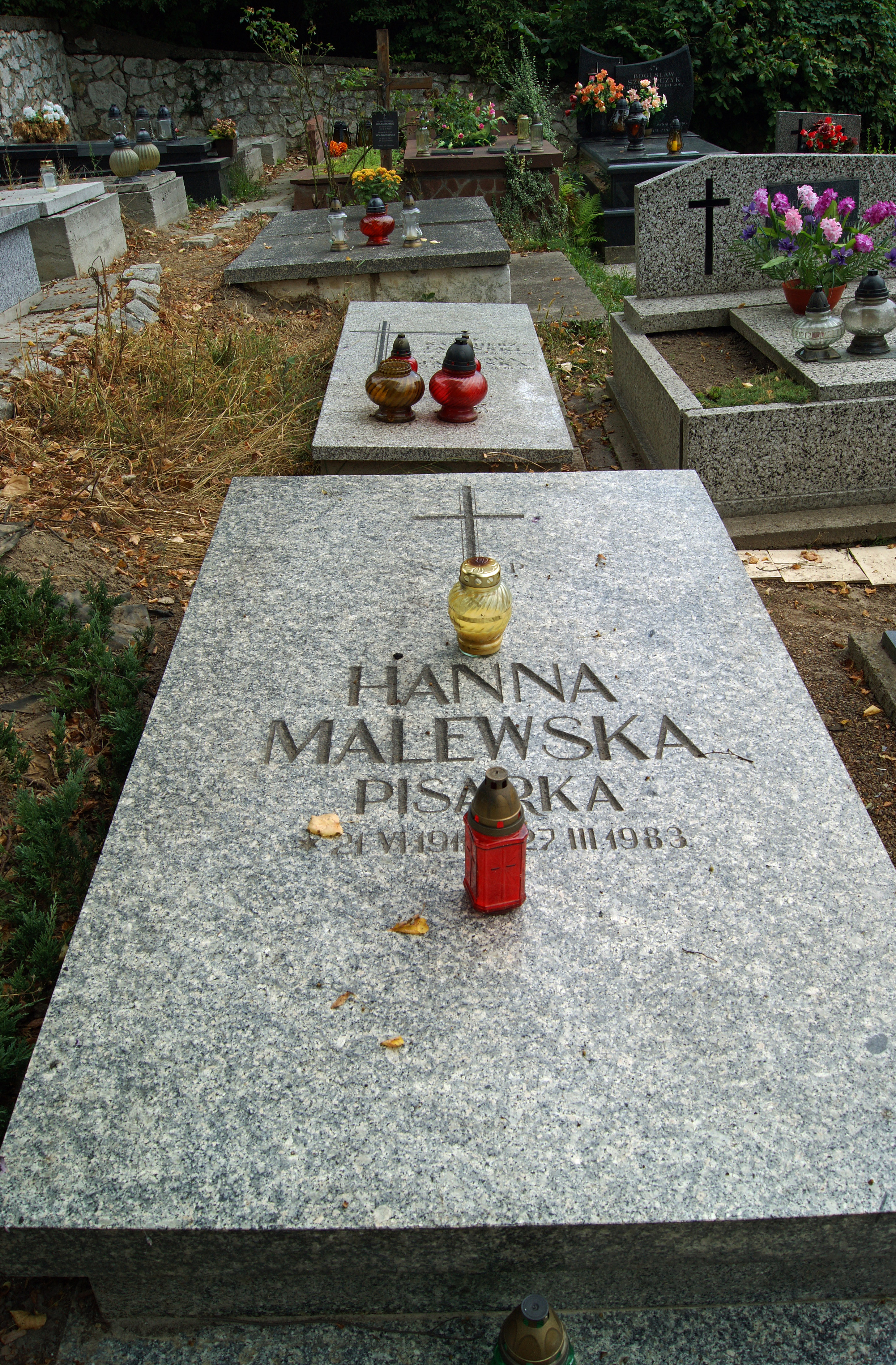
Grób Hanny Malewskiej na cmentarzu parafialnym w Tyńcu

Po przejściu na emeryturę wycofała się z działalności publicznej i publicystycznej. Była sygnatariuszką listu osób protestujących przeciwko zmianom w Konstytucji Polskiej Rzeczypospolitej Ludowej (tzw. List 59) (podpisała go w styczniu 1976). W 1978 roku podpisała deklarację założycielską Towarzystwa Kursów Naukowych. 23 sierpnia 1980 roku dołączyła do apelu 64 uczonych, pisarzy i publicystów do władz komunistycznych o podjęcie dialogu ze strajkującymi robotnikami. W ostatnich latach życia chorowała na gruźlicę. Zmarła na tę chorobę 27 marca 1983, została pochowana na cmentarzu parafialnym w Tyńcu. Prawie kompletne archiwum pisarki rodzina przekazała jesienią 1983 Andrzejowi Sulikowskiemu, który oddał je w poczet zbiorów Biblioteki Jagiellońskiej.

## Twórczość
- 1931: Cabrera
- 1931: Wiosna grecka
- 1936: Żelazna korona
- 1946: Kamienie wołać będą
- 1947: Żniwo na sierpie (opowieść biograficzna o C.K. Norwidzie)
- 1947: Stanica
- 1954: Przemija postać świata
- 1956: Sir Tomasz More odmawia
- 1959: Opowieść o siedmiu mędrcach
- 1959: Listy staropolskie z epoki Wazów
- 1961: Panowie Leszczyńscy
- 1965: Apokryf rodzinny
- 1970: Labirynt. LLW, czyli co może zdarzyć się jutro
- 1981: O odpowiedzialności. Wybór publicystyki (1945–1976), wyd. drugie rozszerzone jako O odpowiedzialności i inne szkice. Wybór publicystyki (1945–1976) (1987)

## Opinie o artystce
Jan Paweł II określił ją jako "wybitną pisarkę", wskazując na jej "głębokie rozumienie powołania człowieka, jego dziejów i tworzonej przezeń kultury, zarówno w czasach odległych, jak i współczesnych". Szczególnie trafnie opisała ona według niego czasy i postacie św. Benedykta, Tomasza Morusa i Tomasza Cranmera. Papież myślał o niej jako o "człowieku miłującym prawdę, bezkompromisowym w sprawach istotnych". Jerzy Turowicz stwierdził, że głos pisarki był "nacechowany odwagą i rozwagą, niezależnością sądu, poczuciem odpowiedzialności zakorzenionym w jej głębokim chrześcijaństwie". Stefan Świeżawski wskazywał na to, że głęboko rozumiała ona powołanie historyczne, a także to, iż żmudne poszukiwania źródeł wieńczyć powinno powstanie dzieła artystycznego. Urzeczywistniała w ten sposób "zasadę metodologiczną głoszoną przez najwybitniejszych teoretyków i praktyków nauk historycznych". Irena Sławińska powiedziała: "była przecież i pracownicą, i pilną słuchaczką Słowa, także obietnicy ośmiu błogosławieństw. Może to najwłaściwsza optyka dla spojrzenia na jej spokój, cichość, ubóstwo". Jacek Woźniakowski zaznaczył, że pisarka wychowana była "w tradycji najgłębiej polskiego patriotyzmu", opartego na studiach francuskich, a mimo to była "skrytą wielbicielką kultury anglosaskiej" i obca była jej "francuska tradycja retoryczna", podziwiała natomiast "brytyjską umiejętność understatement". Cechowała się brakiem kokieterii w języku i kompromisów formalnych w "pełnieniu obowiązków pisarza". Halina Bortnowska wspomniała, że 'pisanie powieści było dla niej [...] czynnością szczęściodajną" i formą "odchodzenia, zdobywania niosącego ulgę dystansu i zarazem odnajdywania się wobec świata". Zygmunt Kubiak określił ją jako "wielką artystkę" i "niemal kapłankę sztuki". Napisał też, iż kładła nacisk na to by twórca ku niczemu nie "zmierzał" – ma tylko kształtować swe dzieło, co trwa "w duszy artysty" i tym lepiej się wyrazi im mniej jest "ukartowane". Ryszard Przybylski wskazał, że pisarka "wybierała z dziejów takie epoki, w których odmęt historii stawał się szczególnie groźny, co w przyjętym przez nią systemie pojmowania świata znaczyło tylko tyle, że próbowanie dusz ludzkich przez Opatrzność przybierało wówczas drastyczne, niemal okrutne formy".